# Фрейзер, Марджори Флора, 21-я леди Салтон
Марджори Флора Фрейзер, 21-я леди Салтон (англ. Marjorie Flora Fraser, 21st Lady Saltoun; 18 октября 1930 — 3 сентября 2024) — шотландский пэр. До своей отставки 12 декабря 2014 года она была единственным обладателем лордства, который имел место в Палате лордов в качестве избранного наследственного пэра. Леди Салтон являлась главой шотландского клана Фрейзер с 1 мая 1984 года по указу Суда Лорда Льва. Она также является главой шотландской семьи Фрейзер из Филорта.

## Биография
Флора Фрейзер родилась 18 октября 1930 года в Эдинбурге, Шотландия. Единственная дочь Александра Фрейзера, 20-го лорда Салтона (1886—1979), и Дороти Джеральдин Уэлби (1890—1985). Ее дедом по материнской линии был Чарльз Глинн Эрл Уэлби, 5-й баронет (1865—1938). У нее был старший брат, Александр Саймон Фрейзер, мастер Салтон (1921—1944). В 1933 году её отец стал 20-м лордом Салтоном, и она была названа достопочтенной Флорой Фрейзер. Её брат получил Военный крест и был убит в бою в марте 1944 года во время службы в гренадерской гвардии, что сделало Флору предполагаемой наследницей лордства.
В 1979 году, когда лорд Салтон умер, Флора стала 21-й леди Салтон, а также получила место в Палате лордов. В 1999 году из-за Закона Палаты лордов 1999 года 662 наследственных пэра были удалены из Палаты. Тем не менее, леди Салтон была одной из девяноста наследственных пэров, которые были избраны, чтобы остаться в Палате лордов.
6 октября 1956 года во Фрейзерборо, Абердиншир, леди Салтон вышла замуж за Александра Рамсея из Мара (21 декабря 1919 — 20 декабря 2000), внука принца Артура, герцога Коннахта и Стратерна, сохранив свою девичью фамилию после брака.
Дети леди Салтон:
- Кэтрин Фрейзер, 22-я леди Салтон (родилась 11 октября 1957 года), предполагаемая наследница титула пэра своей матери и лидерства клана Фрейзер. 3 мая 1980 года вышла замуж за Марка Николсона (род. 1954), от брака с которым у неё было трое детей.
- Достопочтенная Элис Элизабет Маргарет Рамсей из Мара (родилась 8 июля 1961 года), вышла замуж за Дэвида Рамсея 28 июля 1990 года и имела четверых детей.
- Достопочтенная Элизабет Александра Мэри Рамсей из Мара (родилась 15 апреля 1963 года), самая младшая из праправнуков королевы Виктории.

## Смерть
Умерла 3 сентября 2024 года в своём доме Инвери-хаус в Баллатере, Абердиншир, в возрасте 93 лет.